# Bảo tàng Ô tô và Công nghệ ở Opaca Cologne
Bảo tàng Ô tô và Công nghệ ở Opaca Cologne (tiếng Ba Lan: Muzeum Motoryzacji i Techniki w Opaczy Kolonii) là một bảo tàng tư nhân tọa lạc tại số 6 Phố Mokra, Opacz Kolonia, xã Michałowice, huyện Pruszkowski, tỉnh Mazowieckie, Ba Lan. Phương châm hoạt động của Bảo tàng là thu thập và giới thiệu các hiện vật có liên quan đến ngành công nghiệp ô tô, đặc biệt là ngành công nghiệp ô tô Ba Lan từ thời kỳ Cộng hòa Nhân dân Ba Lan, và công nghệ.

## Lược sử hình thành
Bảo tàng Ô tô và Công nghệ ở Opaca Cologne được thành lập vào năm 2015. Tuy nhiên, việc thu thập các hiện vật của Bảo tàng đã diễn ra từ nhiều năm trước đó.

## Triển lãm
Bộ sưu tập của Bảo tàng Ô tô và Công nghệ ở Opaca Cologne hiện đang bao gồm hàng chục phương tiện đi lại có giá trị lịch sử. Bảo tàng còn sở hữu một bộ sưu tập lớn các tài liệu liên quan đến ngành công nghiệp ô tô (sổ tay hướng dẫn, tờ rơi, catalog) và các thứ khác. Bên cạnh đó, trong các bộ sưu tập của Bảo tàng có cả các áp phích, thiết bị âm thanh, video, thiết bị gia dụng và các hiện vật khác được sử dụng trong thời kỳ cộng sản.

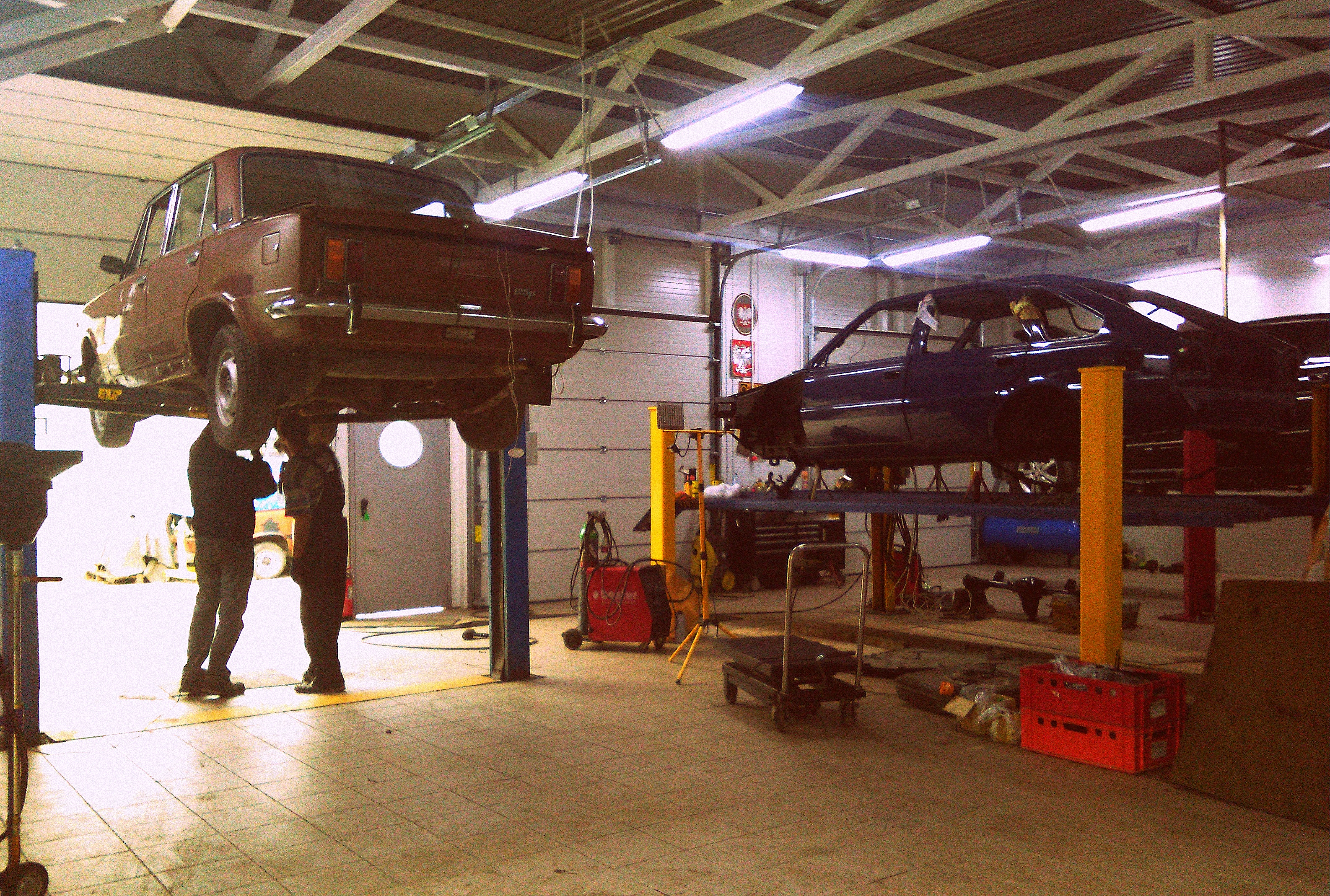
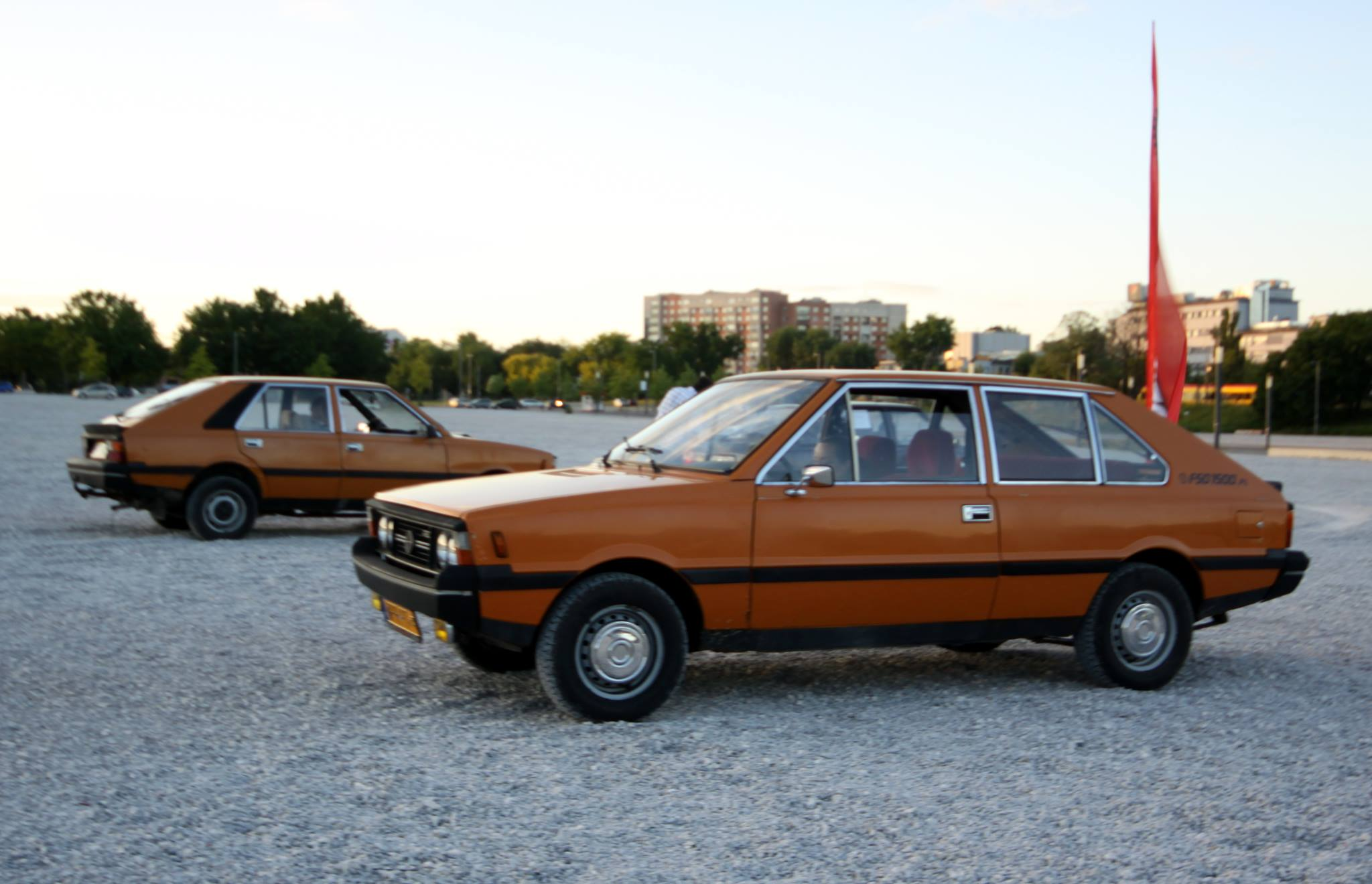
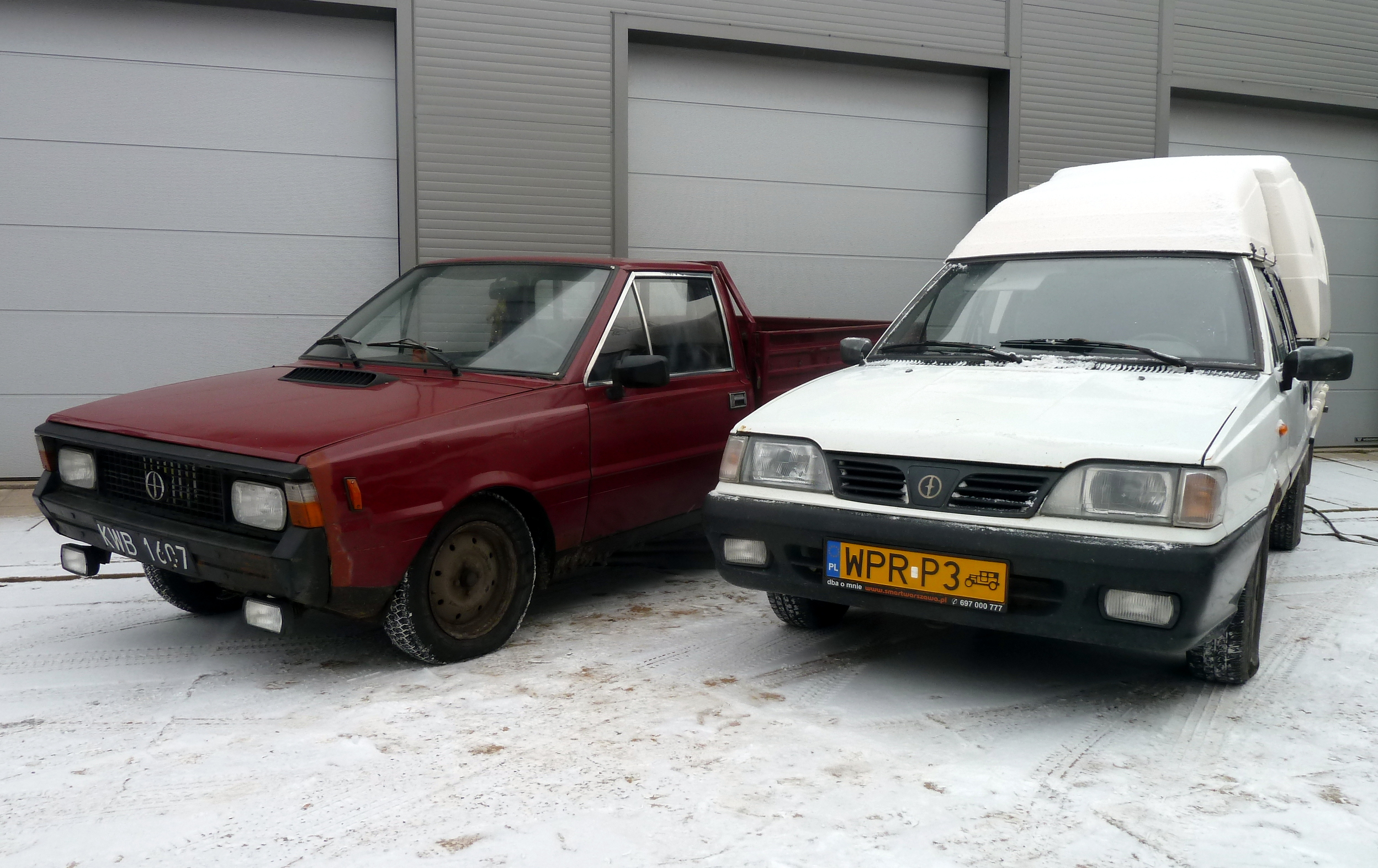

Bảo tàng Ô tô và Công nghệ cũng cho mượn các vật triển lãm để tham gia các sự kiện tổ chức ngoài trời. Ngoài ra, trong Bảo tàng còn có một xưởng cải tạo.